# Одрада
Одра́да — село в Україні, у Краснокутській селищній громаді Богодухівського району Харківської області. Населення становить 32 осіб. До 2020 орган місцевого самоврядування — В'язівська сільська рада.

## Географія
Село Одрада знаходиться на правому березі річки Ковалівка. Вище за течією примикає до села Трудолюбівка (Чутівський район), нижче за течією на відстані 1 км розташоване село Рандава, на протилежному березі розташоване село Олійники.

## Історія
12 червня 2020 року, розпорядженням Кабінету Міністрів України № 725-р «Про визначення адміністративних центрів та затвердження територій територіальних громад Харківської області», увійшло до складу Краснокутської селищної громади.
19 липня 2020 року, в результаті адміністративно-територіальної реформи та ліквідації Краснокутського району, село увійшло до складу Богодухівського району.